# Miss Europe 1955

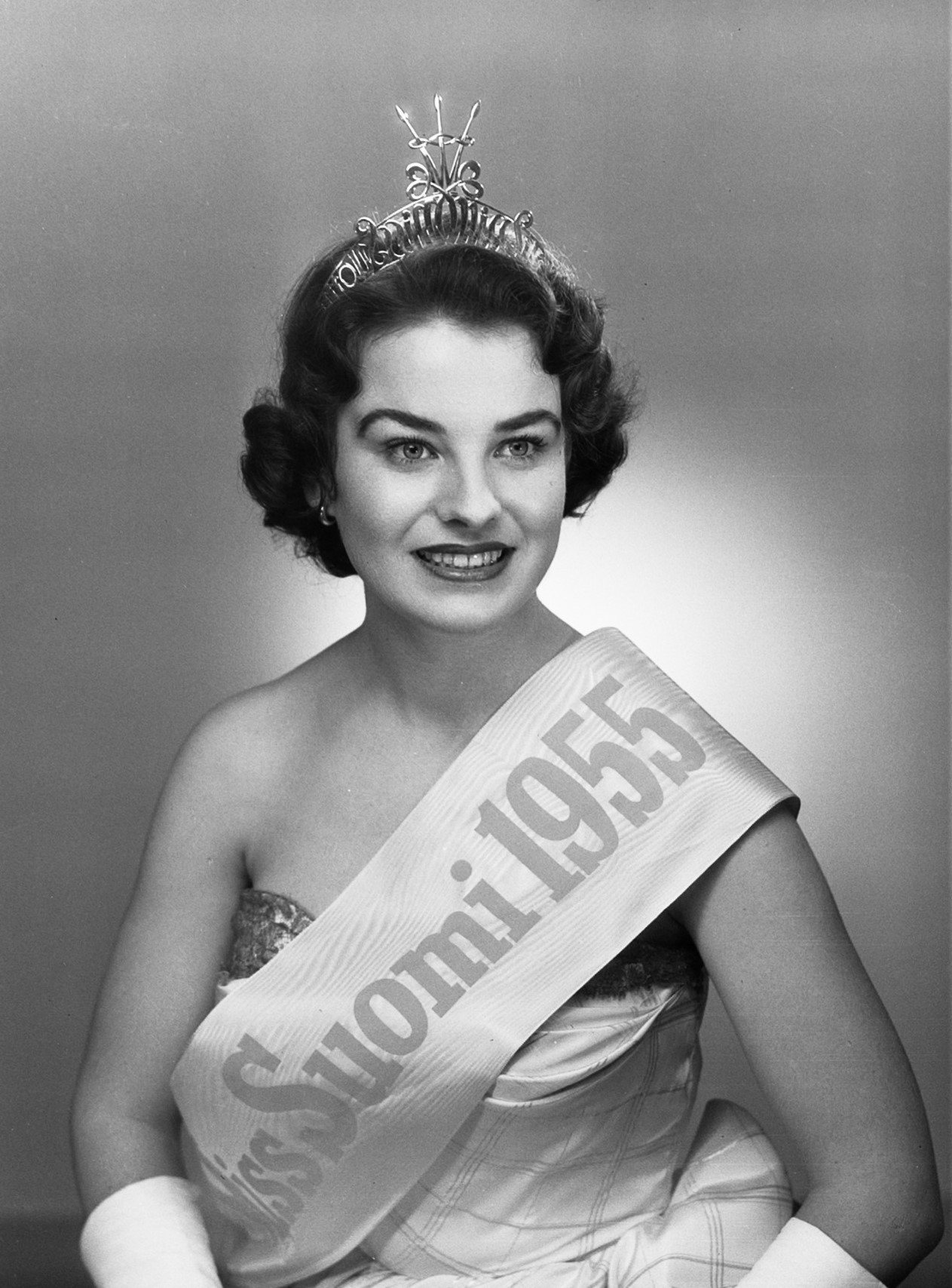
Inga-Britt Söderberg, Miss Finnland und Miss Europe 1955

Der Wettbewerb um die Miss Europe 1955 war der siebte, den die Mondial Events Organisation (MEO) durchführte. Sie war von den Franzosen Roger Zeiler und Claude Berr ins Leben gerufen worden, hatte ihren Sitz in Paris und organisierte den Wettbewerb bis 2002.
Die Kandidatinnen waren in ihren Herkunftsländern von nationalen Organisationskomitees ausgewählt worden, die mit der MEO Lizenzverträge abgeschlossen hatten.
Die Veranstaltung fand am 11. Juni 1955 in der finnischen Hauptstadt Helsinki statt. Es gab, wie im Vorjahr, 13 Bewerberinnen.
| Land                    | Schreibweise bei Pageantopolis | Schreibweise in der Heimatsprache | Teilnahme an weiteren Wettbewerben |
| ----------------------- | ------------------------------ | --------------------------------- | ---------------------------------- |
| Platzierungen           |                                |                                   |                                    |
| 1. Finnland             | Inga-Britt Söderberg           | Inga-Britt Söderberg              |                                    |
| 2. Türkei               | Suna Soley                     | Suna Soley                        |                                    |
| 3. Frankreich           | Monique Lambert                | Monique Lambert                   |                                    |
| 4. Griechenland         | Depi Martini                   | Ντέπυ Μαρτίνη (Depy Martini)      |                                    |
| 5. England              | Margaret Rowe                  | Margaret Rowe                     | Miss Universe 1955: Semifinale     |
| Weitere Teilnehmerinnen |                                |                                   |                                    |
| Belgien                 | Madeleine Lamal                | Madeleine Lamal                   |                                    |
| Dänemark                | Karin Palm-Rasmussen           | Karin Palm-Rasmussen              | Miss World 1955                    |
| BR Deutschland          | Sonja Dahnk                    | Sonja Dahnk                       |                                    |
| Holland                 | Angelina Kalkhoven             | Angelina van Kalkhoven            | Miss World 1955                    |
| Italien                 | Wandisa Guida                  | Wandisa Guida                     |                                    |
| Österreich              | Edith Philipp                  | Edith Philipp                     |                                    |
| Schweden                | Hillevi Larsson                | Hillevi Larsson                   |                                    |
| Schweiz                 | Claude Ivry                    | Claude Ivry                       |                                    |